# Aigle
Aigle là một thị xã Thụy Sĩ, trong huyện Aigle của bang Vaud. Dân số là 8100 người. Trụ sở Liên đoàn Xe đạp Quốc tế đóng ở thị xã này. Aigle nằm ở độ cao 415 m (1362 ft), cự ly khoảng 13 km (8,1 dặm) phía đông nam thành phố Montreux. Thành phố nằm ở bờ phía đông của thung lũng Rhône, dưới chân dãy núi Alps của Thụy Sĩ.
Aigle có diện tích 16,41 km vuông, trong đó 5,59 km² hoặc 34,1% được sử dụng cho mục đích nông nghiệp, trong khi 6,13 km² hoặc 37,4% là rừng. Diện tích còn lại của đất nước, 4,2% km² hoặc 25,6% là khu là khu định cư (các tòa nhà hoặc đường sá), 0,45 km² (0,17 sq mi) hoặc 2,7% hoặc là sông, hồ và 0,1 km² (25 mẫu Anh) hoặc 0,6% là đất không sản xuất.